# Boyce (Louisiana)
Boyce is een plaats (town) in de Amerikaanse staat Louisiana, en valt bestuurlijk gezien onder Rapides Parish.

## Demografie
Bij de volkstelling in 2000 werd het aantal inwoners vastgesteld op 1190.
In 2006 is het aantal inwoners door het United States Census Bureau geschat op 1198, een stijging van 8 (0,7%).

## Geografie
Volgens het United States Census Bureau beslaat de plaats een oppervlakte van
1,5 km², waarvan 1,4 km² land en 0,1 km² water. Boyce ligt op ongeveer 28 m boven zeeniveau.

## Plaatsen in de nabije omgeving
De onderstaande figuur toont nabijgelegen plaatsen in een straal van 28 km rond Boyce.